# Cladocolea coriacea
Cladocolea coriacea är en tvåhjärtbladig växtart som beskrevs av J. Kuijt. Cladocolea coriacea ingår i släktet Cladocolea och familjen Loranthaceae. Inga underarter finns listade i Catalogue of Life.